# Otophidium chickcharney
Otophidium chickcharney är en fiskart som beskrevs av Böhlke och Robins, 1959. Otophidium chickcharney ingår i släktet Otophidium och familjen Ophidiidae. Inga underarter finns listade i Catalogue of Life.